# Batalla de Pedroso
La batalla de Pedroso fue un enfrentamiento armado ocurrido en el año 1071, probablemente a principios de año, en el mes de febrero, entre Braga y el río Cávado, en el lugar de Pedroso en las cercanías de la freguesia portuguesa de Mire de Tibães, entre las tropas del Reino de Galicia, encabezadas por el rey García II, y las del Condado de Portucale, bajo el mando de Nuño Méndez. El resultado de la batalla se inclinó hacia el bando gallego, y Nuño Méndez además de perder la batalla perdió la vida.
La consecuencia directa de la confrontación fue la anexión del territorio portucalense por parte de los gallegos, que lo retendrían hasta el 1090, año en el cual Enrique de Borgoña restituiría la independencia portuguesa.